# Saison 5 de House of Cards
Chronologie
Saison 4 Saison 6
Cet article présente le guide de la cinquième saison de la série télévisée américaine House of Cards.

## Distribution

### Acteurs principaux
- Kevin Spacey (VF : Gabriel Le Doze) : Frank Underwood
- Robin Wright (VF : Juliette Degenne) : Claire Underwood
- Michael Kelly (VF : Fabien Jacquelin) : Doug Stamper

### Acteurs récurrents
- Jayne Atkinson (VF : Josiane Pinson) : la Secrétaire d'État Catherine Durant
- Derek Cecil (en) : Seth Grayson
- Neve Campbell : LeAnn Harvey
- Reed Birney : Donald Blythe
- Boris McGiver : Tom Hammerschmidt
- Paul Sparks : Thomas Yates
- Joel Kinnaman : Will Conway
- Campbell Scott : Mark Usher
- Patricia Clarkson : Jane Davis

### Invités
- Michel Gill : Garrett Walker
- Rachel Maddow : elle-même

## Résumé de la saison
À la suite de la diffusion en direct de la décapitation d'un militaire par deux adolescents ayant prêté allégeance à ICO sur le sol américain, le couple Underwood profite de la panique populaire pour installer un climat de terreur, espérant ainsi perturber les élections présidentielles à venir contre Will Conway, le candidat républicain plus apprécié.

## Épisodes

### Épisode 1: État de Guerre
- États-Unis /  Canada : 30 mai 2017 sur Netflix
- France : 30 mai 2017 sur Netflix

### Épisode 2: Peur sur la ville
- États-Unis /  Canada : 30 mai 2017 sur Netflix
- France : 30 mai 2017 sur Netflix

### Épisode 3: Le jour le plus long
- États-Unis /  Canada : 30 mai 2017 sur Netflix
- France : 30 mai 2017 sur Netflix

### Épisode 4: Rien ne va plus
- États-Unis /  Canada : 30 mai 2017 sur Netflix
- France : 30 mai 2017 sur Netflix

### Épisode 5: Statu quo
- États-Unis /  Canada : 30 mai 2017 sur Netflix
- France : 30 mai 2017 sur Netflix

### Épisode 6: Nouvelle donne
- États-Unis /  Canada : 30 mai 2017 sur Netflix
- France : 30 mai 2017 sur Netflix

Claire est nommée Présidente par intérim en attendant le vote des Représentants, pour un mandat qui ne devrait durer que quelques semaines. Le Caucus noir envisage de soutenir Conway, une première dont le candidat républicain compte profiter. Un centre de recherches en Antarctique a été pris d'assaut par un groupe armé, vraisemblablement russe, et Cathy Durant est envoyée négocier avec Petrov. Celui-ci détient aussi Aidan Macallan, qui est recherché par le FBI et la CIA, et qui demande l'asile politique en Russie. Il menace les Underwood de révéler certaines informations plus que délicates au public. 

### Épisode 7: Situation de crise
- États-Unis /  Canada : 30 mai 2017 sur Netflix
- France : 30 mai 2017 sur Netflix

### Épisode 8: Les Champs Élysées
- États-Unis /  Canada : 30 mai 2017 sur Netflix
- France : 30 mai 2017 sur Netflix

Frank s'est fait inviter dans un week-end de retraite en forêt entre chefs d'entreprises et politiciens, partageant de nombreuses similitudes avec le Bohemian Club, découvrant ainsi le réseau des soutiens de Conway : Raymond Tusk, le général Brockhart, Mark Usher et Benjamin Grant, le directeur de Pollyhop. Claire est seule pour gérer une situation de crise entre la Russie et la Chine : un navire de recherches russe est en perdition en Antarctique, et la Chine est prête à aider à sauver la centaine de passagers à bord, mais la présence de Jane Davis lors des négociations attire le doute sur le but caché de l’opération.

### Épisode 9: Seul contre tous
- États-Unis /  Canada : 30 mai 2017 sur Netflix
- France : 30 mai 2017 sur Netflix

### Épisode 10: L'audition
- États-Unis /  Canada : 30 mai 2017 sur Netflix
- France : 30 mai 2017 sur Netflix

Garrett Walker : Michael Gill
Frank apprend que Jackie Sharp compte témoigner devant le comité de déclaration de guerre. Il essaie donc de trouver un arrangement avec le député Romero mais le jeune ambitieux refuse tout tant qu'Underwood ne renonce pas à la Présidence. Mark Usher décide de prendre les choses en main et arrive à empêcher Sharp de témoigner. Cependant, le comité de déclaration de guerre compte entendre également le témoignage de l'ancien président Walker. Usher convainc Garett d'invoquer le 5e amendement contre un poste de directeur d'une université. Frank, malgré l'interdiction de Claire, tient à rencontrer Walker avant son audition ; à la suite de quoi, ce dernier finit par trahir son engagement envers Frank et Usher, et témoigne bel et bien devant le Comité. 

### Épisode 11: Paranoïa
- États-Unis /  Canada : 30 mai 2017 sur Netflix
- France : 30 mai 2017 sur Netflix

### Épisode 12: Dos au mur
- États-Unis /  Canada : 30 mai 2017 sur Netflix
- France : 30 mai 2017 sur Netflix

### Épisode 13: Trahison
- États-Unis /  Canada : 30 mai 2017 sur Netflix
- France : 30 mai 2017 sur Netflix

L'annonce de la démission de Frank Underwood prend tout Washington par surprise. Claire est furieuse de ne pas avoir été mise au courant, mais Frank lui explique que sa décision a été planifiée depuis la retraite en forêt. Son idée était de laisser la Présidence à Claire afin d'agir de l'extérieur de la sphère politique et d'avoir un véritable contrôle. Ainsi, c'est lui qui a donné des informations à Hammerschmidt via Doug. Il n’attend que le moment venu où Claire lui accordera la grâce présidentielle, afin de pouvoir agir.